# PA-409
A  PA-409 é uma rodovia brasileira do estado do Pará. Essa estrada intercepta a rodovia PA-252 em sua extremidade sul, e a PA-403 em sua extremidade norte.
Está localizada na região nordeste do estado, atendendo ao município de Abaetetuba.